# Природно-заповідний фонд Рівненської області
Природно-заповідний фонд Рівненсьської області представлений практично всіма категоріями територій та об'єктів, крім біосферних заповідників.

## Статистика
Всього територій та об'єктів ПЗФ Рівненської області — 310 (181,5 тис га):
- загальнодержавного значення — 27 (64,9 тис га)
  - природних заповідників — 1 (42289 га)
  - національних природних парків — 1 (5448,3 га)
  - заказників — 13 (16720 га):
    - ландшафтних — 1 (905 га)
    - загальнозоологічних — 1 (100 га)
    - лісових — 1 (110 га)
    - ботанічних — 8 (12301 га)
    - гідрологічних — 2 (3304 га)

  - пам’яток природи — 8 (420,2 га):
    - комплексних — 1 (91 га)
    - ботанічних — 4 (243,2 га)
    - зоологічних — 1 (13 га)
    - гідрологічних — 2 (73 га)

  - дендрологічних парків — 1 (29,5 га)
  - парків-пам'яток садово-паркового мистецтва — 2 (39 га)
- місцевого значення — 283 (116,6 тис га)
  - регіональних ландшафтних парків — 3 (58708 га)
  - заказників — 112 (53887,3 га):
    - ландшафтних — 10 (2201,2 га)
    - лісових — 16 (2142,8 га)
    - геологічних — 4 (2460 га)
    - ботанічних — 38 (32372 га)
    - гідрологічних — 11 (2442 га)
    - орнітологічні — 9 (1556,3 га)
    - ентомологічних — 16 (344 га)
    - іхтіологічні — 2 (3255 га)
    - загальнозоологічні — 6 (7114 га)

  - пам’яток природи — 59 (394,42 га):
    - комплексних — 13 (114,5 га)
    - геологічних — 2 (2,8 га)
    - гідрологічних — 13 (56,3 га)
    - ботанічних — 31 (220,82 га)

  - заповідних урочищ — 97 (3454,9 га)
  - парків-пам’яток садово-паркового мистецтва — 12 (128 га)

## Список об'єктів і територій
Перелік територій та об'єктів природно-заповідного фонду загальнодержавного та місцевого значення Рівненської області.   
| №  | Зображення | Назва території чи об’єкта ПЗФ                         | Категорія                                | Тип                  | Площа, га | Рік створення | Розташування                                                                     |
| -- | ---------- | ------------------------------------------------------ | ---------------------------------------- | -------------------- | --------- | ------------- | -------------------------------------------------------------------------------- |
| 1  |            | Рівненський                                            | природний заповідник                     |                      | 42289     | 1999          | Володимирецький район,Дубровицький район, Рокитнівський район, Сарненський район |
| 2  |            | Дермансько-Острозький                                  | національний природний парк              |                      | 5448,3    | 2009          | Здолбунівський район, Острозький район                                           |
| 3  |            | Почаївський                                            | заказник                                 | ландшафтний          | 905       | 1980          | Дубровицький район                                                               |
| 4  |            | Висоцький                                              | заказник                                 | лісовий              | 110       | 1984          | Дубровицький район                                                               |
| 5  |            | Хіноцький                                              | заказник                                 | ботанічний           | 2267      | 1980          | Володимирецький район                                                            |
| 6  |            | Озерський                                              | заказник                                 | ботанічний           | 1276      | 1981          | Дубровицький район                                                               |
| 7  |            | Сварицевицький                                         | заказник                                 | ботанічний           | 2210      | 1981          | Зарічненський район, Дубровицький район                                          |
| 8  |            | Золотинський                                           | заказник                                 | ботанічний           | 3016      | 1981          | Дубровицький район                                                               |
| 9  |            | Вичівський                                             | заказник                                 | ботанічний           | 2752      | 1981          | Зарічненський район                                                              |
| 10 |            | Суський                                                | заказник                                 | ботанічний           | 298       | 1984          | Костопільський район                                                             |
| 11 |            | Бущанський                                             | заказник                                 | ботанічний           | 385       | 1984          | Острозький район                                                                 |
| 12 |            | Вишнева гора                                           | заказник                                 | ботанічний           | 97        | 1974          | Рівненський район                                                                |
| 13 |            | Урочище “Брище”                                        | заказник                                 | загально-зоологічний | 100       | 1974          | Березнівський район                                                              |
| 14 |            | Острівський                                            | заказник                                 | гідрологічний        | 2423      | 1980          | Зарічненський район                                                              |
| 15 |            | Дібрівський                                            | заказник                                 | гідрологічний        | 881       | 1980          | Зарічненський район                                                              |
| 16 |            | Урочище “Теремно”                                      | пам`ятка природи                         | комплексна           | 91        | 1975          | Острозький район                                                                 |
| 17 |            | Урочище “Хвороща”                                      | пам`ятка природи                         | ботанічна            | 37,2      | 1975          | Млинівський район                                                                |
| 18 |            | Урочище “Острожчин”                                    | пам`ятка природи                         | ботанічна            | 54        | 1975          | Острозький район                                                                 |
| 19 |            | Юзефінська дача                                        | пам`ятка природи                         | ботанічна            | 100       | 1975          | Рокитнівський район                                                              |
| 20 |            | Урочище “Нетреба”                                      | пам`ятка природи                         | ботанічна            | 52        | 1975          | Рокитнівський район                                                              |
| 21 |            | Урочище “Олександрівка”                                | пам`ятка природи                         | зоологічна           | 13        | 1975          | Дубенський район                                                                 |
| 22 |            | Озеро Велике Почаївське                                | пам`ятка природи                         | гідрологічна         | 58        | 1975          | Дубровицький район                                                               |
| 23 |            | Озеро “Стрільське”                                     | пам`ятка природи                         | гідрологічна         | 15        | 1975          | Сарненський район                                                                |
| 24 |            | Дендрологічний парк Березнівського лісового коледжу    | дендрологічний парк                      |                      | 29,5      | 1989          | м. Березне                                                                       |
| 25 |            | Рівненський зоопарк                                    | зоологічний парк                         |                      | 11,6      | 1998          | м. Рівне                                                                         |
| 26 |            | Рівненський парк культури і відпочинку ім.Т.Г.Шевченка | парк-пам`ятка садово-паркового мистецтва |                      | 32        | 1973          | м.Рівне                                                                          |
| 27 |            | Гощанський парк                                        | парк-пам`ятка садово-паркового мистецтва |                      | 7         | 1972          | смт. Гоща                                                                        |

## Джерело
- Перелік об’єктів природно-заповідного фонду України [Архівовано 8 травня 2014 у Wayback Machine.]
- https://web.archive.org/web/20160315150411/http://pzf.rv.ua/archives/130
- http://media.ogo.ua/video/view/suskiy_botanichniy_zakaznik_na_rivnenschini_vIdeo [Архівовано 15 березня 2016 у Wayback Machine.]
- http://www.yunilibr.rv.ua/index.php/kraeznavstvo/-mainmenu-131/zapovidnyky/295-12 [Архівовано 20 березня 2016 у Wayback Machine.]
- https://web.archive.org/web/20160319080717/http://ontology.inhost.com.ua/index.php?graph_uid=127&item_id=135&mode=detail